# Coletas (Perú)
Coletas es un caserío peruano ubicado en el distrito de Sapillica, perteneciente a la provincia de Ayabaca del departamento de Piura, al norte del Perú. 

## Ubicación
Coletas se ubica al suroeste de la provincia de Ayabaca, en el distrito de Sapillica, en el departamento de Piura.

## Demografía
En 2017 Coletas tenía una población de 555 habitantes.
| Gráfica de evolución demográfica de Coletas entre 1993 y 2017 |
|                                                               |
| Fuentes: Población 1993 y 2017                                |